# Gisela Mauermayer
Gisela Mauermayer (München, 1913. november 24. – München, 1995. január 9.) olimpiai bajnok német diszkoszvetőnő.
1936-ban megnyerte a diszkoszvetés számát a hazájában rendezett olimpiai játékokon. A döntőben több mint egy méterrel dobott nagyobbat mint a végül második Jadwiga Wajs. Két évvel később az Európa-bajnokságon is aranyérmes volt.
1935. június 2-a és 1937. július 11-e között tíz alkalommal állított fel új világrekordot. Legutóbbi rekordja 1948-ig életben maradt.